# Ultima Vez
Ultima Vez is een internationaal dansgezelschap uit Brussel (Sint-Jans-Molenbeek) opgericht op 22 november 1986 door choreograaf, regisseur en filmmaker Wim Vandekeybus. Het dansgezelschap ontving al verscheidene prijzen en is internationaal gerenommeerd en toert vaak door binnen- en buitenland.

## Ontstaansgeschiedenis
Ultima Vez ontstaat in 1989 wanneer Wim Vandekeybus samen met een groep jonge performers naar het buitenland trekt. Hij vestigt zich in Madrid en richt er samen met de groep het dansgezelschap Ultima Vez op. Later vestigt de groep zich in België.

## Artistieke werking

### Ulti'mates
Ultima Vez is een vzw die zich naast het verspreiden en promoten van het oeuvre van Wim Vandekeybus ook toespitst op het ondersteunen en begeleiden van choreografen. Hiervoor werkt het samen met het Europees Netwerk Life Long Burning. Via het programma Ulti'mates heeft het verscheidene artiesten en gezelschappen gesteund waarmee Wim Vandekeybus artistieke affiniteiten heeft zoals; Company El Ojo de la Faraona, Isabelle Schad, Rasmus Ölme, Giolisu, Les Ballets du Grand Maghreb.
Tussen 2008 en 2013 is Ultima Vez lid van Jardin d'Europe, een Europees ontwikkelingsproject en motor achter de opkomende dansmarkt in Europa.

### Buurtwerk
Daarnaast heeft het ook een programma met betrekking tot de buurtwerking en ontwikkelt het relaties met andere culturele partners in Sint-Jans-Molenbeek. Zo gaat het samenwerkingen aan met Centrum-West, BroM, BruSec, Zonnelied, Crdijnschool, MUS-E Belgium ea.

## Producties
De producties van Ultima Vez en Wim Vandekeybus worden getypeerd door samenwerkingen die soms ver buiten het disciplineveld rijken. Zo gaat het gezelschap vaak samenwerkingen aan met dansers, circusartiesten, acteurs, muzikanten en andere disciplines. Voor elke voorstelling tracht Vandekeybus de danstaal heruit te vinden. Intussen heeft Vandekeybus meer dan 30 voorstellingen geproduceerd met Ultima Vez. Sinds 1989 werkt Wim Vandekeybus nauw samen met Isabelle Lhaos, kostuumontwerpster en scenograaf, en sinds 2002 met de Amerikaanse singer-songwriter David Eugene Edwards.
In 1998 organiseert Wim Vandekeybus "Ultima Vez Evening", een avondvullende programmatie waarbij verscheidene dansers structureel ondersteund worden door Vandekeybus maar artistieke carte blanche krijgen. Deze manier van werken loopt nauw samen met de artistieke ideologie van de Vandekeybus waarin hij zijn dansers en partners aanspoort tot het zelf aanleveren van nieuw materiaal en nieuwe ideeën.

### Prijzen
- What the Body Does Not Remember was een internationaal succes ontving de Bessie Award (New York Dance and Performance Award).
- In 2012 ontving Wim Vandekeybus de Kiezer Karelprijs die driejaarlijks uitgereikt wordt door de Vlaamse Provincie.

## Theater- en dansvoorstellingen Wim Vandekeybus & aanverwante choreografen
- 1987 What the Body Does Not Remember
- 1989 Les porteuses de mauvaises nouvelles
- 1990 The Weight of a Hand
- 1991 Immer das Selbe gelogen
- 1993 Her Body Doesn't Fit Her Soul
- 1994 Mountains Made of Barking
- 1995 Alle Grössen decken sich zu
- 1996 Bereft of a Blissful Union
- 1996 Exhaustion from Dreamt love
- 1997 7 for a Secret never to be told
- 1998 Body, body on the wall…
- 1998 The Day of Heaven and Hell
- 1999 In Spite of Wishing and Wanting
- 2000 Inasmuch as Life is borrowed…
- 2001 Scratching the Inner Fields
- 2002 ’s NACHTs
- 2002 Bericht aan de Bevolking
- 2002 it
- 2002 Blush
- 2003 Sonic Boom
- 2004 Viva!
- 2004 Rent a kid, no bullshit!
- 2005 Puur
- 2006 Bêt noir
- 2007 Spiegel
- 2007 Nachtschade
- 2007 MENSKE
- 2008 Lichtnacht
- 2009 Black Biist
- 2009 nieuwZwart
- 2010 Monkey Sandwich
- 2011 Radical Wrong
- 2011 IT 3.0
- 2001 Oedipus / bêt noir
- 2012 FEAR NOT
- 2012 booty Looting
- 2013 Spiritual Unity
- 2014 Talk to the Demon
- 2015 Speak low if you speak love ...
- 2015 Tornar
- 2017 Mockumentary of a Contemporary Saviour
- 2018 INVITED
- 2018 Go Figure Out Yourself
- 2018 TrapTown
- 2019 Die Bakchen
- 2019 TRACES